# 百濟王善光
百濟王善光（621年—693年），或稱禪廣，本名扶餘勇，是百濟國末代君主扶餘豐的弟弟。百濟亡國後，百濟遺民曾流亡日本，之後再回到朝鮮半島起義但失敗，扶餘豐被流放中國嶺南；其他皇族及遺民則流亡日本。皇族遺裔流亡日本後，天智天皇（一說持統天皇）賜「百濟王」為氏予其弟善光，而善光亦在日本開枝散葉。善光一家在日本被視为蕃客，女的在后宮任尚侍，桓武天皇与他们有关，百济王由善光至朗虞、敬福、俊哲、武镜。十世纪时他们不再有影响力。